# Surte IS

## Info

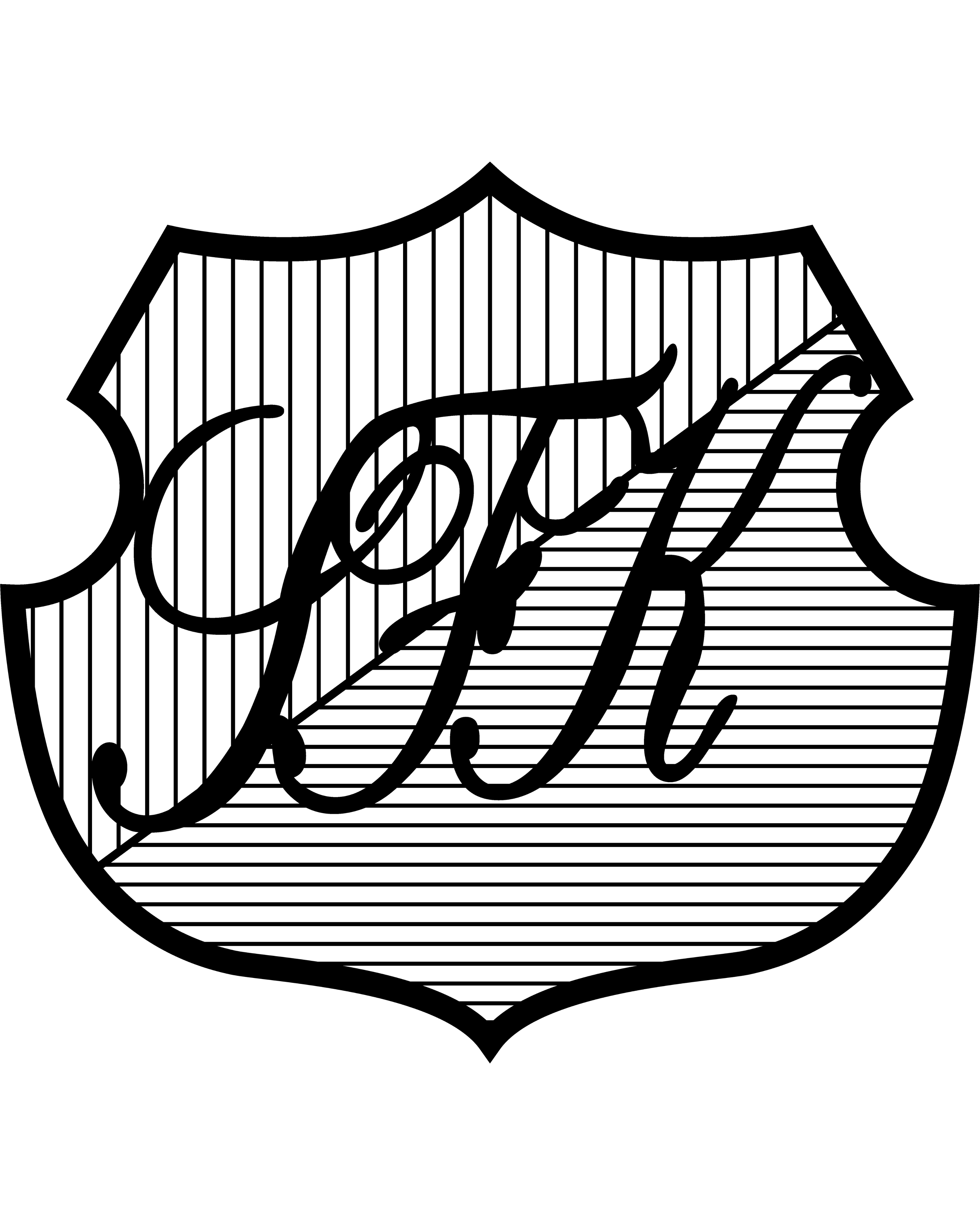
Surte Fotbollsklubbs första klubbmärke (1898)

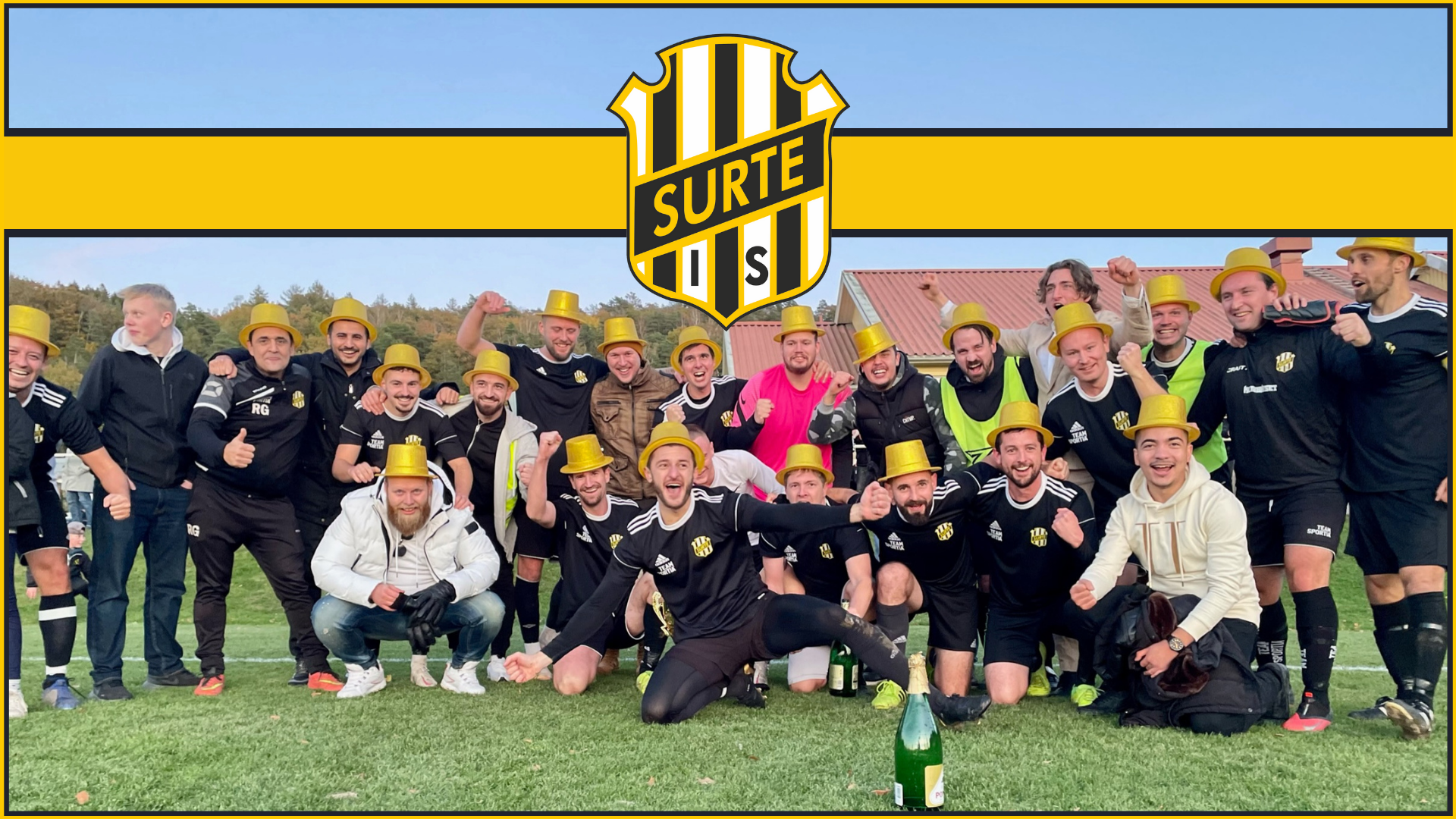
Surte IS vinner Division 6B Göteborg 2021

Surte IS är ett idrottssällskap ifrån Surte i Sverige. Klubben bildades 1900 och är därmed en av Sveriges äldsta idrottsföreningar. Klubben bedriver lagverksamhet inom fotboll, sedan 1900, och innebandy, sedan 1992. En av klubbens största sportsliga framgångar är att fotbollslaget spelat i den näst högsta svenska divisionen säsongerna 1932/1933 och 1933/1934. För tillfället befinner sig klubben i Division 5 i Göteborg efter att ha avancerat från Division 6B Göteborg under 2021 genom att vinna serien.

## Historia
1898 startades Surte Fotbollsklubb. Detta till stor del tack vare glasblåsare från Skottland som arbetade vid Surte Glasbruk. År 1900 ombildades klubben till nuvarande Surte IS. En anledningen var att patronen vid bruket ansåg att namnet lät för proletärt. En annan anledning var att klubben ville tillmötesgå det ökade intresset för friidrott i bygden. I det nybildade Surte IS blev friidrott en av idrottssällskapets huvudinriktningar, jämte fotboll. I föreningens verksamhetshistoria ryms även en bandysatsning. 
Genom historien har flera fotbollsspelare som börjat i Surte IS gått vidare till spel i det Sveriges herrlandslag i fotboll, exempelvis Konrad Hirsch, Otto Andersson och Göte Ellström. Tidigare förbundskapten för Sveriges damlandslag i fotboll, Marika Domanski Lyfors, spelade i Surte IS under 1970-talet. 
I april 2008 ombildades Surte IS till en alliansförening, vilket innebär att föreningen består av medlemsföreningar i stället för fysiska medlemmar. Under säsongen 2021 avancerade Surte IS upp till Division 5 Göteborg genom att vinna Division 6B.